# Snap Inc.
Snap Inc. és una empresa tecnològica americana, fundada el 16 de setembre de 2011 per Evan Spiegel, Bobby Murphy i Reggie Brown amb seu a Santa Monica, Califòrnia. L'empresa desenvolupa i manté productes i serveis tecnològics, concretament Snapchat, Spectacles i Bitmoji. L'empresa es va anomenar Snapchat Inc. en el seu inici, però va ser rebatejada com a Snap Inc. el 24 de setembre de 2016, per incloure el producte Spectacles sota el nom de l'empresa. Snap és copropietat de Tencent (que té una participació del 45,43%) i NBCUniversal, una divisió de Comcast (la participació del qual no es revela).